# Shakardokht Jafari
Shakardokht Jafari (en persa darí: شکردخت جعفری), también conocida como Shakar Jafari (Daikondi, Afganistán, 1977) es una física médica afgana y británica, premiada por su trabajo en la Universidad de Surrey. Desarrolló un método de bajo coste para medir una dosis médica de radiación.

## Educación
Jafari nació en Daikondi, Afganistán, en 1977. Junto con su familia, fue forzada a abandonar Afganistán cuando estalló la guerra, y a los seis años pasó seis meses viajando como refugiada a Irán. Al cumplir 14 años, su padre le dijo que debía casarse con su primo. Sin embargo, logró convencer a sus padres y a su primo de cancelar el matrimonio. Esto significó que pudo continuar su educación. Jafari completó su primer título en radiología en la Universidad Médica de Tabriz en 2000. Tras ello, regresó a Afganistán en 2003, donde impartió clase en la Universidad Médica de Kabul. Completó una maestría en física de radiación en la Universidad Médica de Kabul antes de trasladarse a la Universidad de Surrey para estudiar una maestría en física médica. En 2014, fue entrevistada en Manoto, un canal de televisión persa, discutiendo sobre su carrera y su formación. En 2015 se convirtió en la primera mujer afgana en doctorarse en física médica. Obtuvo el premio Faculty for the Future de la Schlumberger Foundation por su último año de estudios.

## Carrera
Jafari desarrolló una cadena de pequeñas perlas calibradas de silicio que puede utilizarse para medir radiación. Demostró que la cantidad de radiación que recibe cada perla puede medirse utiilizando un simple lector de termoluminiscencia. Las perlas de cristal cuestan significativamente menos que los dosímetros contemporáneos. Testaron el sistema con experimentos de prueba en el Queen Alexandra Hospital de Portsmouth. Tuvo la inspiración para crear las perlas debido a la falta de tratamiento contra el cáncer en Afganistán, donde su padre murió prematuramente por cáncer. En 2016 Jafari se convirtió en una de las 15 mujeres emprendedoras que recibieron el premio Infocus Award de 50 000 libras de Innovative UK. Es la fundadora y directora tecnológica de TrueInvivo. Solicitó una patente para su tecnología en 2017. Jafari es parte del programa UK SIRIUS para emprendedores posgraduados.
En 2018 Jafari participó en SPIE Women in Optics.